# Station La Louvière-Zuid
Station La Louvière-Zuid is een spoorwegstation langs spoorlijn 112 (La Louvière - Marchienne-au-Pont) in de stad La Louvière. Dit station is gebouwd ter vervanging van het oostelijker gelegen Station Haine-Saint-Pierre.

## Treindienst
| Serie       | Treinsoort               | Route | Bijzonderheden                                                         |
| ----------- | ------------------------ | --- | ---------------------------------------------------------------------- |
| IC 11       | Intercity (NMBS)         | Binche – La Louvière-Zuid – La Louvière-Centrum – Brussel-Zuid – Schaarbeek [ – Mechelen – Turnhout ]                                        | Rijdt in het weekend tussen Binche en Schaarbeek.                      |
| IC 19       | Intercity (NMBS)         | Kortrijk – Moeskroen – Herzeeuw – Froyennes – /Doornik – Bergen – La Louvière-Zuid – Charleroi-Centraal – Namen                              | Eerst en laatste ritten van/naar Kortrijk.                             |
| IC 25       | Intercity (NMBS)         | Moeskroen – Doornik – Bergen – La Louvière-Zuid – Charleroi-Centraal – Namen – Luik-Guillemins – Herstal – Liers                             | Rijdt in het weekend tussen Moeskroen en Liers.                        |
| L 4350A     | L-trein (NMBS)           | La Louvière-Zuid – Écaussinnes – 's-Gravenbrakel                                                                                             | Rijdt op werkdagen tussen 's-Gravenbrakel en Manage.                   |
| L 4450      | L-trein (NMBS)           | La Louvière-Zuid – Bergen | Rijdt in het weekend 1×/2 uur en stopt dan niet in Obourg.             |
| S 62        | S-trein Charleroi (NMBS) | Luttre – Manage – La Louvière-Centrum – La Louvière-Zuid – Charleroi-Centraal                                                                | Rijdt in het weekend tussen La Louvière-Centrum en Charleroi-Centraal. |
| P 7740/8740 | Piekuurtrein (NMBS)      | Binche – La Louvière-Zuid – La Louvière-Centrum – Brussel-Zuid – Schaarbeek                                                                  | Rijdt alleen op werkdagen.                                             |
| P 7770/8770 | Piekuurtrein (NMBS)      | [ Manage – [ Luttre ] / [ Bergen – Quévy ] / [ 's-Gravenbrakel ] ] / [ La Louvière-Zuid – [ Bergen ] / [ Luttre ] / [ Charleroi-Centraal ] ] | Rijdt alleen op werkdagen.                                             |
| ICT 6700    | Toeristentrein (NMBS)    | Charleroi-Centraal – La Louvière-Zuid – Bergen – Doornik – Moeskroen – Brugge – Blankenberge                                                 | Rijdt in juli en augustus.                                             |

## Fotogalerij

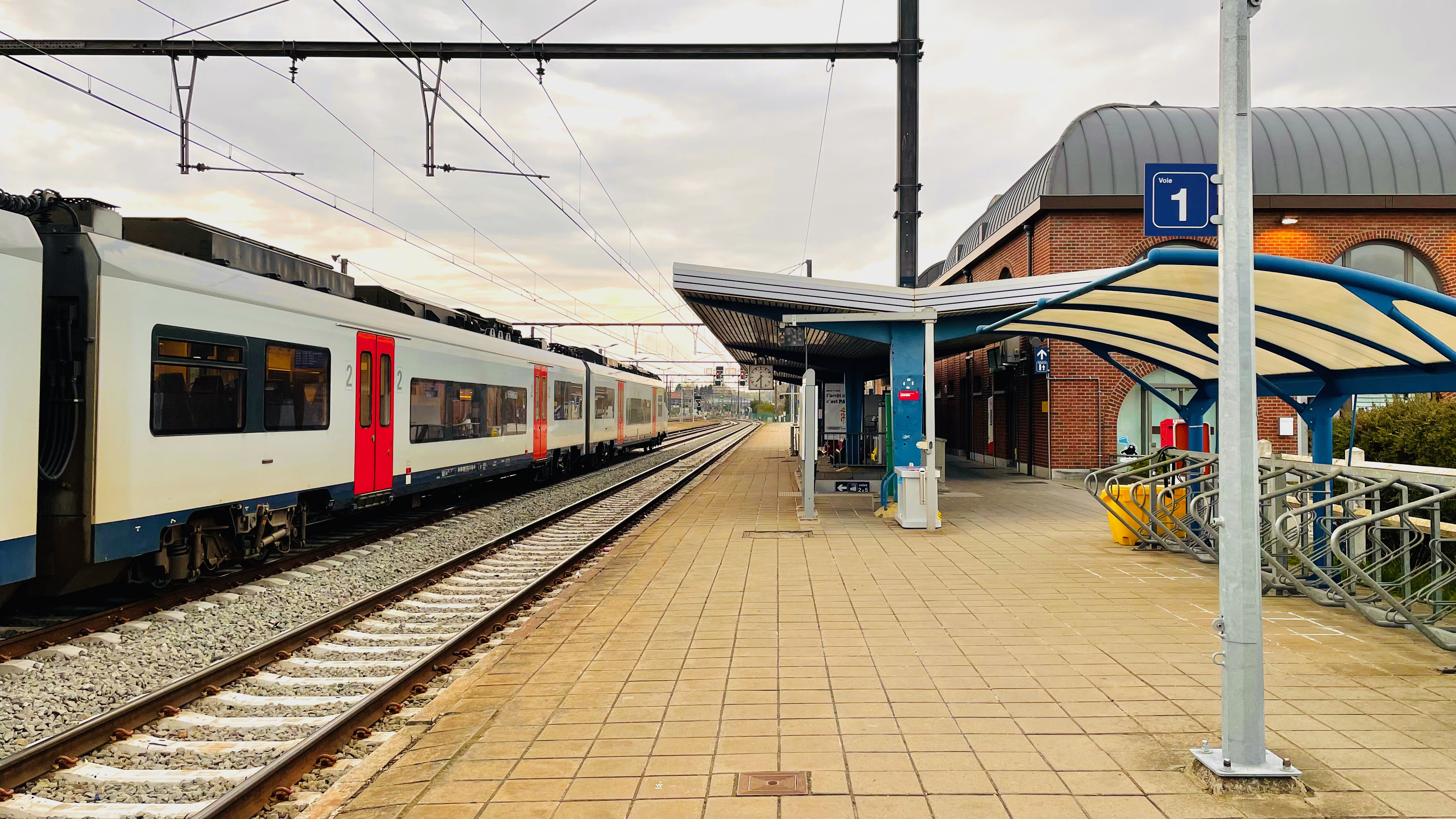
Zicht op perron 1
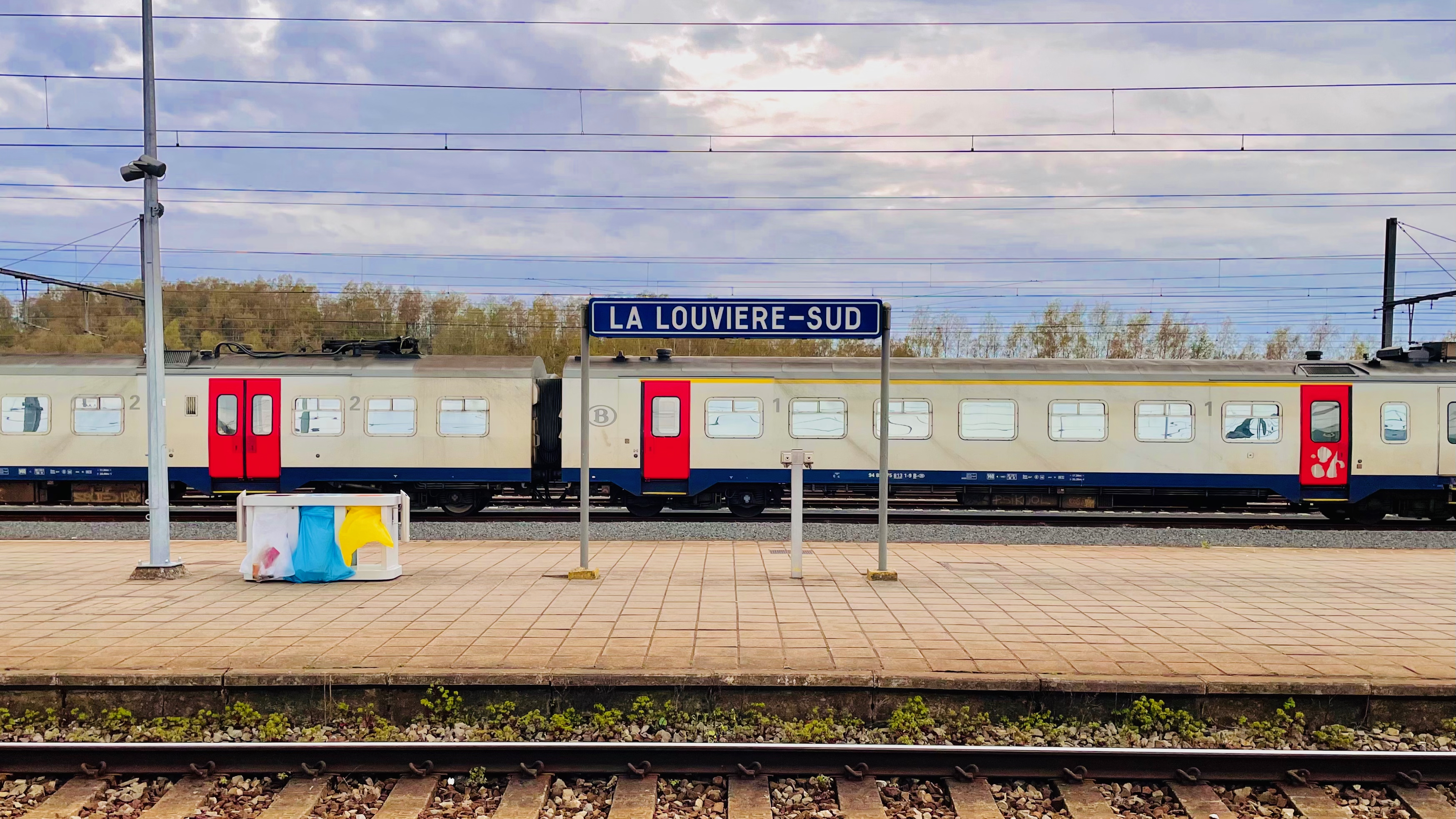
Een plaatsnaambord op een perron

## Reizigerstellingen
De grafiek en tabel geven het gemiddeld aantal instappende reizigers weer op een week-, zater- en zondag.
| Tabel: aantal instappende reizigers station La Louvière-Zuid | Tabel: aantal instappende reizigers station La Louvière-Zuid | Tabel: aantal instappende reizigers station La Louvière-Zuid | Tabel: aantal instappende reizigers station La Louvière-Zuid |
|                                                              | Weekdag                                                      | Zaterdag                                                     | Zondag                                                       |
| ------------------------------------------------------------ | ------------------------------------------------------------ | ------------------------------------------------------------ | ------------------------------------------------------------ |
| 1982                                                         | 240                                                          | -                                                            | 15                                                           |
| 1983                                                         | 669                                                          | 136                                                          | 113                                                          |
| 1984                                                         | 814                                                          | 199                                                          | 296                                                          |
| 1985                                                         | 1 125                                                        | 316                                                          | 429                                                          |
| 1986                                                         | 869                                                          | 318                                                          | 337                                                          |
| 1987                                                         | 1 318                                                        | 296                                                          | 534                                                          |
| 1988                                                         | 1 780                                                        | 495                                                          | 397                                                          |
| 1989                                                         | 1 321                                                        | 346                                                          | 338                                                          |
| 1990                                                         | 758                                                          | 278                                                          | 392                                                          |
| 1991                                                         | 1 117                                                        | 314                                                          | 288                                                          |
| 1992                                                         | 1 219                                                        | 326                                                          | 369                                                          |
| 1993                                                         | 1 171                                                        | 311                                                          | 383                                                          |
| 1994                                                         | 1 399                                                        | 633                                                          | 661                                                          |
| 1995                                                         | 919                                                          | 575                                                          | 492                                                          |
| 1996                                                         | 1 187                                                        | 772                                                          | 676                                                          |
| 1997                                                         | 1 075                                                        | 661                                                          | 553                                                          |
| 1998                                                         | 2 561                                                        | 629                                                          | 576                                                          |
| 1999                                                         | 2 392                                                        | 639                                                          | 454                                                          |
| 2000                                                         | 2 612                                                        | 612                                                          | 597                                                          |
| 2001                                                         | 2 123                                                        | 557                                                          | 540                                                          |
| 2002                                                         | 2 202                                                        | 572                                                          | 494                                                          |
| 2003                                                         | 2 200                                                        | 667                                                          | 558                                                          |
| 2004                                                         | 3 348                                                        | 798                                                          | 711                                                          |
| 2005                                                         | 2 924                                                        | 1 014                                                        | 809                                                          |
| 2006                                                         | 2 537                                                        | 875                                                          | 693                                                          |
| 2007                                                         | 2 933                                                        | 1 050                                                        | 743                                                          |
| 2008                                                         | -                                                            | -                                                            | -                                                            |
| 2009                                                         | 2 967                                                        | 754                                                          | 671                                                          |
| 2010                                                         | -                                                            | -                                                            | -                                                            |
| 2011                                                         | -                                                            | -                                                            | -                                                            |
| 2012                                                         | 2 650                                                        | 861                                                          | 799                                                          |
| 2013                                                         | 2 657                                                        | 872                                                          | 786                                                          |
| 2014                                                         | 3 204                                                        | 1 037                                                        | 930                                                          |
| 2015                                                         | 2 961                                                        | 1 060                                                        | 960                                                          |
| 2016                                                         | 3 150                                                        | 1 223                                                        | 1 164                                                        |
| 2017                                                         | 2 746                                                        | 485                                                          | 330                                                          |
| 2018                                                         | 2 831                                                        | 1 038                                                        | 840                                                          |
| 2019                                                         | 3 124                                                        | 1 148                                                        | 1 293                                                        |
| 2020                                                         | 1 853                                                        | 1 004                                                        | 843                                                          |
| 2021                                                         | -                                                            | -                                                            | -                                                            |
| 2022                                                         | 3 113                                                        | 1 413                                                        | 1 251                                                        |
| 2023                                                         | 3 029                                                        | 2 438                                                        | 2 107                                                        |
| 2024                                                         | 3 281                                                        | 2 277                                                        | 1 811                                                        |

0,0: Marchienne-au-Pont ·
4,6: Goutroux ·
7,2: Fontaine-l'Évêque ·
Forchies ·
11,3: Piéton ·
13,4: Carnières ·
15,3: Morlanwelz ·
16,5: Mariemont ·
18,6: Haine-Saint-Pierre ·
19,1: La Louvière-Zuid ·
19,7: Haine-Saint-Paul ·
20,1: La Louvière-Bouvy ·
20,9: La Louvière-Centrum